# 土曜パラダイス
『土曜パラダイス』（どようパラダイス）とは、日本テレビで毎週土曜日の15:00 - 17:00（JST）に放送されている単発特別番組枠。

## 概要
バラエティ番組の再放送やゴルフなどのスポーツ中継を中心として、3時間半枠をフレキシブルに利用して週替わりの企画が放送されている。
関東ローカル放送の場合が多いが、スポーツ中継などは全国放送となる。
2021年4月改編で、『ゼロイチ』が土曜10:30 - 11:45（午前）、11:55 - 13:25（午後）に放送開始されたため、『土曜ロータリー』の枠を吸収した。そのため『土曜ロータリー』で放送していた地方局制作のバラエティ番組などは、この枠と『日曜パラダイス』で放送されることになった。
2022年4月改編で日曜昼に放送の『King & Princeる。』が土曜13:30 - 14:30に移動、同14:30 - 15:00に『BE:FIRST TV』が放送開始されたため、本枠は15:00 - 17:00に放送時間を縮小。